# Mecistops leptorhynchus
Mecistops leptorhynchus és una de les dues espècies del gènere Mecistops. Anteriorment es creia que era part d'una població de cocodrils de Guinea (Mecistops cataphractus), però va ser considerada una espècie a part després de dos estudis detallats que varen publicar-se el 2014 i 2018.

## Descripció
L'espècie va ser descrita l'any 1835 a partir d'un espècimen que va morir al zoològic de Londres caçat a Fernando Po. Els estudis realitzats sobre els espècimens i les seves seqüències moleculars van establir que es tractava d'una espècie diferent a la Mecistops cataphractus. A més a més, el fet que es trobessin les dues espècies en zones hidrològiques diferents sense connexió entre elles, reforçà la teoria de les dues espècies.
Una de les diferències entre M. leptorhynchus i M. cataphractus és que la primera espècie presenta una fisonomia més suau i llisa que la segona, la qual presenta escates més pesades i grosses i una pell més rugosa. M. leptorhynchus tampoc presenta les crestes òssies al crani que sí que presenta M. cataphractus. La principal diferència es troba en la genètica, que és diferent en un 5% aproximadament. L'estudi indica que els M. cataphractus van separar-se en dues poblacions fa uns 8 milions d'anys, a conseqüència del vulcanisme de la zona, que van crear muntanyes insalvables pels cocodrils, aïllant les dues poblacions genèticament.